# Elektroakustische Musik
Elektroakustische Musik bezeichnet Neue Musik, die sich Verfahren der elektronischen Klangproduktion bedient oder elektronisch transformiert wurde. Der Terminus stellt einen Sammelbegriff verschiedener musikalischer Konzeptionen dar, der im Laufe einer fortschreitenden kompositorischen Entwicklung und unterschiedlicher ästhetischer Ausdifferenzierung als Oberbegriff globale Verbreitung und institutionelle Etablierung erfuhr. Zu den musikalischen Konzeptionen gehören unter anderem die Musique concrète, die Kölner Elektronische Musik und die Akusmatische Musik.

## Etymologie

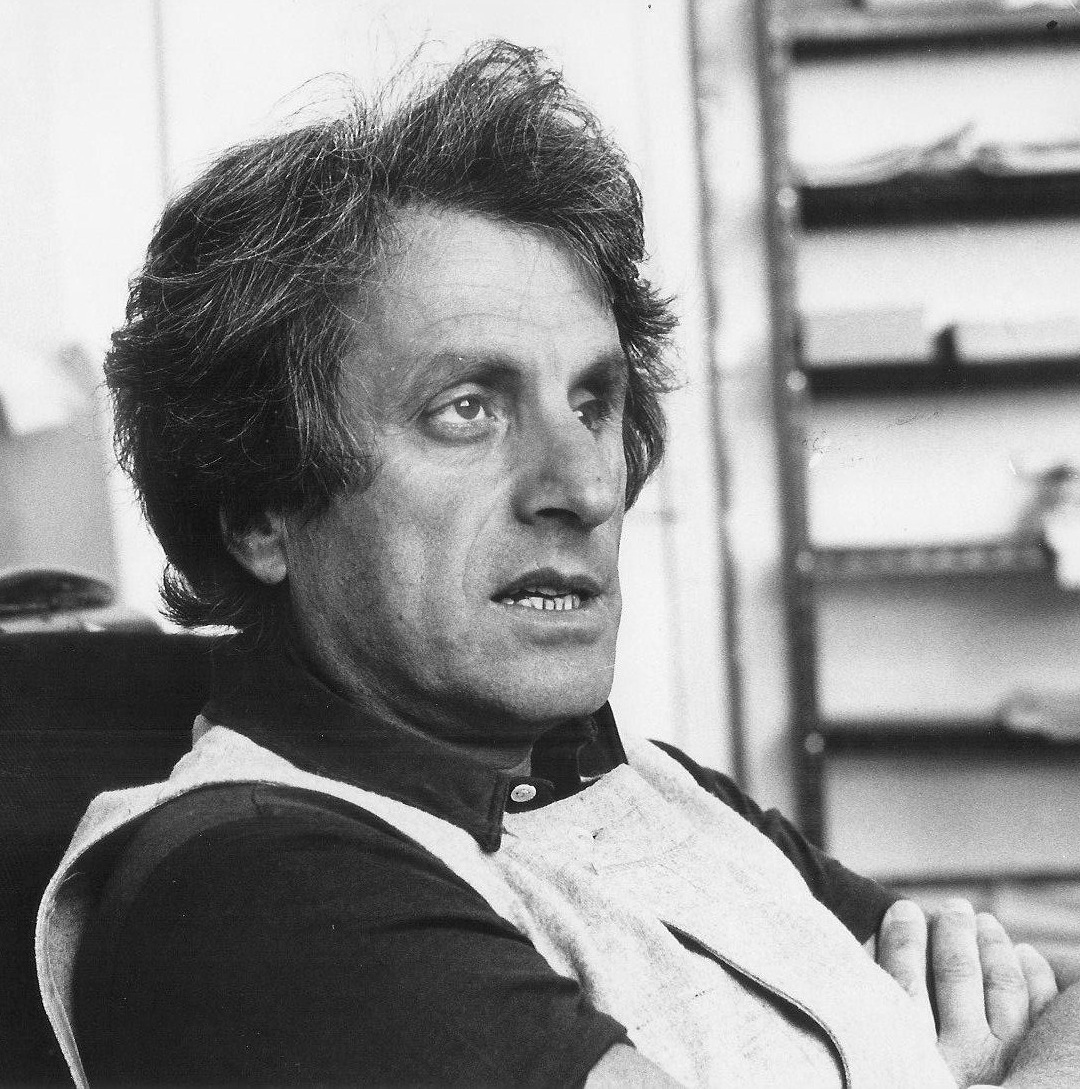
Iannis Xenakis im Jahr 1970

Der Terminus Elektroakustische Musik entstand in den 1950er Jahren für eine über Lautsprecher wiedergegebene Musik im Gegensatz zur Instrumental- oder Vokalmusik. Iannis Xenakis bezeichnete im Kontext seiner Tonbandkompositionen die Musik zunächst als musique electro-magnetique und präferierte damit das spezifische Trägermedium des Tonbands.

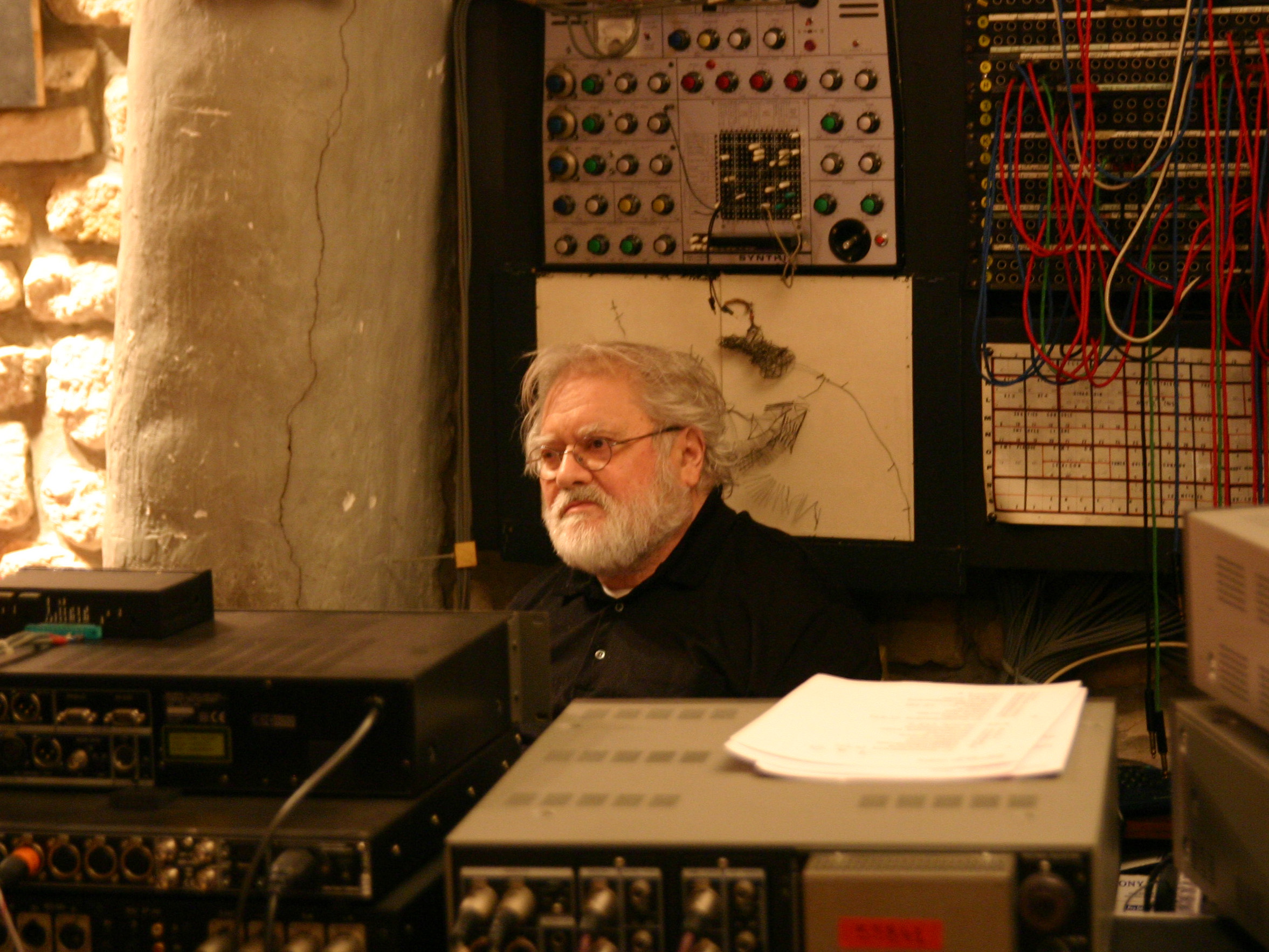
Pierre Henry im Jahr 2008

Pierre Henry stellte 1956 den Begriff musique electro-acoustique zur Diskussion, um die Rolle der elektronischen Klangtransformation und apparativen musikalischen Verarbeitung zu akzentuieren. Dieser Begriff wurde zu Beginn der 1960er Jahre von Antoine Golea und Olivier Messiaen erneut aufgegriffen und konstatiert. Aufgrund der gemeinsamen Grundlage – Verwendung elektronischer Apparaturen und das Festhalten auf einem Tonband – vereinte der Begriff zunächst die elektronische Musik und die Musique concrète. Seit den 1970er Jahren ist es mit Blick auf die Live-Elektronik jedoch umstritten, ob Musik jeglicher elektronischer Klangtransformation ebenso elektroakustische Musik ist. Einerseits ist es eine Musik, die sich der Verfahren der elektronischen Klangproduktion bedient, und andererseits ist es nicht mehr Musik, die in einem Studio zusammengestellt und komponiert wird und schließlich zu einem Tonband führt, auf dem das Werk festgehalten wird. 1974 wurde als weitere Kategorie der elektroakustischen Musik die Idee der Akusmatik eingebracht.

## Geschichte

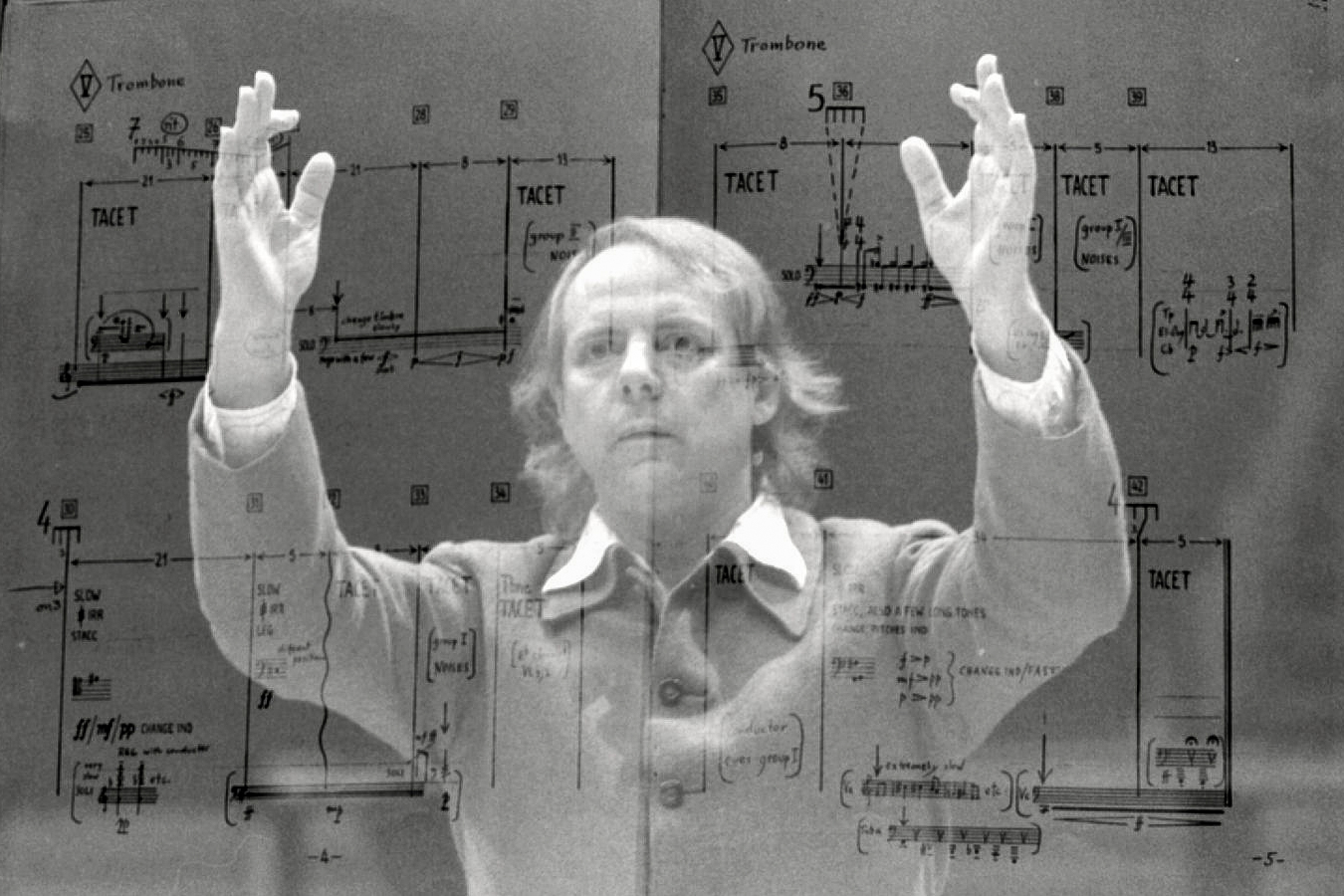
Karlheinz Stockhausen im Jahr 1980

Die Entstehungsmomente der elektroakustischen Musik lassen sich auf die Pariser Anfänge der Musique concrète 1948 mit Pierre Schaeffer, dem bald darauf Pierre Henry sich 1949 anschloss, und auf die Kölner Etablierung der Elektronischen Musik zwischen 1951 und 1953 mit Herbert Eimert und Werner Meyer-Eppler sowie den ersten Studiomitarbeitern Karlheinz Stockhausen und Gottfried Michael Koenig zurückführen. Ebenso die mittlerweile kaum noch rezipierte New Yorker music for tape fand ihrerzeit durchaus Publizität.
1974 präsentierte François Bayle erstmals ein elaboriertes Plädoyer für den Begriff der Akusmatik mit den konstitutiven Bestimmungsmerkmalen einer Überschreitung der klanglichen Indizes und instrumentalen Ursachen zu Gunsten eines aktiven, an Wirkung und Sinn der Musik interessierten Hörens. Neben Bayle als Wegbereiter der Akusmatik in Frankreich kann Francis Dhomont als Hauptverantwortlicher für die akusmatische Musik in Kanada angesehen werden.
Als weitere Entwicklungen innerhalb der elektroakustischen Musik werden die Algorithmische Komposition und die Computermusik angesehen.
Die Transkription dieser Musik ist im musikwissenschaftlichen Diskurs nach wie vor nicht eindeutig definiert. Einen umfassenden Versuch der Notation der elektroakustischen Musik stellt die 2013 veröffentlichte Abhandlung Extended notation von Christian Dimpker dar.
Weltweit gibt es Verbände zur Förderung und Organisation dieses Genres, wie beispielsweise in Deutschland die Deutsche Gesellschaft für Elektroakustische Musik. Die Internationale Dokumentation Elektroakustischer Musik enthält umfassende Informationen zu Werken, Autoren, Medien, Labels und Studios.

## Bekannte Komponisten
- François Bayle
- Ludger Brümmer
- Francis Dhomont
- Denis Dufour
- Halim El-Dabh
- Jean-Claude Eloy
- Luc Ferrari
- Pierre Henry
- Annea Lockwood
- Robert Normandeau
- Pauline Oliveros
- Bernard Parmegiani
- Eliane Radigue
- Jean-Claude Risset
- Rüdiger Rüfer
- Pierre Schaeffer
- Aida Shirazi
- Denis Smalley
- Laurie Spiegel
- Karlheinz Stockhausen
- Hans Tutschku
- Hildegard Westerkamp
- Iannis Xenakis